# Osornophryne talipes
Osornophryne talipes es una especie de anfibios de la familia Bufonidae.
Se encuentra en Colombia y Ecuador.
Su hábitat natural incluye montanos secos y zonas de arbustos tropicales o subtropicales a gran altitud.
Está amenazada de extinción.